# Hornschuchia bryotrophe
Hornschuchia bryotrophe Nees – gatunek rośliny z rodziny flaszowcowatych (Annonaceae Juss.). Występuje endemicznie w Brazylii – w stanach Bahia, Espírito Santo i Rio de Janeiro. 

## Morfologia
PokrójZimozielone drzewo lub krzew dorastające do 0,5–4 m wysokości.
LiścieMają kształt od eliptycznego do odwrotnie jajowatego. Mierzą 14–34 cm długości oraz 4–11 cm szerokości. Blaszka liściowa jest całobrzega o tępym wierzchołku.
KwiatyZebrane w pęczki, rozwijają się na szczytach pędów. Płatki mają białą barwę. Kwiaty mają 3 owocolistki.
OwocePojedyncze. Mają odwrotnie jajowaty kształt. Osiągają 30–52 mm długości.

## Biologia i ekologia
Rośnie w lasach i zaroślach.